# Convoglio SLS-64
Il Convoglio SLS-64 fu un convoglio navale Alleato, partito dalla Sierra Leone ed attaccato il 12 febbraio 1941 nell'Oceano Atlantico dall'incrociatore pesante tedesco Admiral Hipper, durante la seconda guerra mondiale.

## Antefatti
L'incrociatore pesante Admiral Hipper, dopo avere partecipato all'invasione della Norvegia, fece rientro in Germania per riparazioni, resesi necessarie a seguito dello speronamento subito dal cacciatorpediniere britannico HMS Glowworm.

Ripreso il mare nel dicembre del 1940, fece rotta verso il porto francese di Brest dove rimase fino al 1º febbraio 1941, in attesa di riprendere la guerra ai convogli ed alla Royal Navy, che, nei piani del Großadmiral Erich Raeder, avrebbe dovuto intraprendere insieme ad altre unità di superficie quali la corazzata tascabile Admiral Scheer, l'incrociatore pesante Prinz Eugen, la nuova corazzata Bismarck e i due incrociatori da battaglia Scharnhorst e Gneisenau per la futura operazione Rheinübung, ossia una massiccia azione a tenaglia contro le rotte britanniche utilizzando il grosso della flotta d'alto mare.

## La sortita dell'Admiral Hippernell'Atlantico
Il 1º febbraio, al comando del capitano di vascello Wilhelm Meisel, l'incrociatore tedesco prese il mare, il giorno 4 si rifornì di combustibile da una petroliera a circa 1 000 miglia dal Cabo Fisterra ed il 9 febbraio ricevette l'ordine di dirigersi al largo della Sierra Leone per attaccare i convogli che incrociavano in quelle acque, con l'unica discriminante che questi fossero solo "leggermente protetti".
Lo stesso giorno il sommergibile U-37, comandato dal tenente di vascello Nikolai Asmus Clausen, affondò tre mercantili, Brandenburg, Estrellano e Courland, appartenenti al convoglio HG-53, trasmettendo l'informazione all'Admiral Hipper ed alla base aerea di Bordeaux. Immediatamente i Focke-Wulf Fw 200 tedeschi si alzarono in volo ed avvistarono il convoglio in navigazione; l'incrociatore fece rotta per intercettarlo, guidato dalle indicazioni fornite dagli aerei e dall'U-37, realizzando, caso unico durante il conflitto, il coordinamento tra marina ed aviazione, ma riuscì ad affondare una sola nave che procedeva distaccata.

### L'attacco al convoglio SLS-64
L'11 febbraio l'Admiral Hipper affondò un mercantile che navigava isolato nel tratto di mare tra la costa del Portogallo e le isole Azzorre ed il giorno successivo avvistò il convoglio SLS-64 che procedeva senza scorta: Meisel diede immediatamente ordine di attaccarlo ma le navi, alle prime salve provenienti dall'incrociatore tedesco, si sparpagliarono rapidamente, lanciando nel contempo i segnali di soccorso, con le coordinate del punto di avvistamento; l'Admiral Hipper affondò 7 mercantili sui 19 che componevano il convoglio, non riuscendo ad affondarle tutte sia a causa del diradamento del convoglio che per problemi al motore, i quali producevano un consumo eccessivo di carburante.
L'inseguimento del convoglio ebbe breve durata non solo a causa dei problemi al motore ma anche per la notizia che una squadra navale britannica stava uscendo dal porto di Gibilterra e di conseguenza Meisel ritenne di fare rotta per rientrare a Brest, dove giunse il 14 febbraio con un bottino di oltre 33 000 tonnellate di naviglio affondato,